# École de gestion de Maastricht
L'école de gestion de Maastricht (anglais : Maastricht School of Management, sigle: MSM) est une université privée située à Maastricht aux Pays-Bas. 